# Mascalucia
Mascalucia település Olaszországban, Szicília régióban, Catania megyében. Lakosainak száma 31 964 fő (2023. január 1.). Mascalucia Belpasso, Catania, Nicolosi, San Pietro Clarenza, Tremestieri Etneo, Gravina di Catania és Pedara községekkel határos.

## Népesség
A település lakossága az elmúlt években az alábbi módon változott:
| Lakosok száma | 32 059 | 32 167 | 31 964 |
|               | 2017   | 2018   | 2023   |